# Zalea
Genre
Zalea est un genre d'insectes diptères brachycères de la famille des Canacidae.

## Liste d'espèces
Selon Catalogue of Life (23 mars 2019) :
- Zalea clava McAlpine, 2007
- Zalea dayi McAlpine, 2007
- Zalea earlyi McAlpine, 2007
- Zalea horningi (Harrison, 1976)
- Zalea johnsi McAlpine, 2007
- Zalea lithax McAlpine, 2007
- Zalea major (McAlpine, 1982)
- Zalea mathisi McAlpine, 2007
- Zalea minor (McAlpine, 1982)
- Zalea ohauorae McAlpine, 2007
- Zalea uda McAlpine, 2007
- Zalea wisei McAlpine, 2007

## Publication originale
(en) David K. McAlpine, « Taxonomic notes on the genus Zale McAlpine (Diptera: Canacidae) », Australian Entomological Magazine, vol. 11, no 6,‎ janvier 1985, p. 81-82 (ISSN 0311-1881, lire en ligne).